# Inzerát
Inzerát je krátké textové, mluvené nebo obrazové sdělení, které je za úplatu nebo zdarma zveřejněno v informačním médiu. Například inzerce v tisku (třeba ve specializovaném inzertním tisku), na veřejné vývěsce, na internetu (inzertní web nebo sociální síť), někdy i v rozhlase či v televizi apod. Zadavatel inzerátu se nazývá inzerent. Inzerentem může být v praxi fakticky jakýkoliv právní subjekt (právnická či fyzická osoba, popřípadě i skupina osob). Soubor všech inzerátů se označuje slovem inzerce. Činnost sama se pak nazývá inzerování. Inzerování se velmi úzce prolíná s reklamou, a také aukčním prodejem.

## Občanské inzeráty

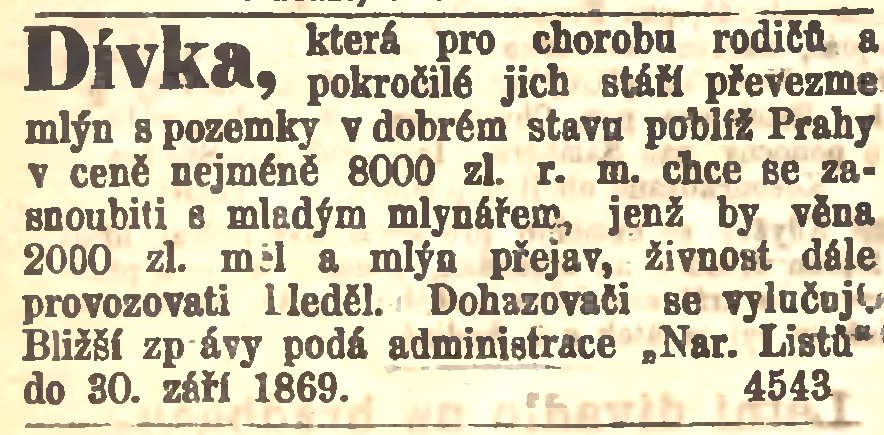
Seznamovací inzerát z r. 1869

Inzeráty se používají běžně i v soukromém občanském styku např. pro nabídku prodeje či koupě nějakého předmětu denní potřeby, nadbytečného zboží, osobních služeb, seznámení se s jinými osobami, vzájemné výměny předmětů, náboru do nějakého spolku či občanského sdružení, oznámení o svatbě, promoci, životním jubileu (např. narozeniny nebo výročí svatby), úmrtí osoby, vzpomínky na zemřelé apod.
Inzerent má za povinnost přesně popsat stav zboží a nemá za povinnost poskytnout kupujícímu záruku. Záruka je přesto zákonem předepsaná. Vztahuje se ale pouze na vady viditelné nebo skryté, které jsou na zboží v okamžiku prodeje. Proto je nutné v případě vad tyto reklamovat okamžitě a bez prodlení. Dokázat stav zboží při koupi, po například jednom roce je prakticky nemožné.
Nejrozšířenější inzercí mezi občany je inzerce na internetu. K dispozici jsou inzertní weby, a také velmi oblíbené inzerování na sociálních sítích. V těchto případech se velmi často prolíná inzerce s prodejem obchodníků. Kupující by si měl vždy prověřit od koho nakupuje. Zda od běžného občana, který prodává starou televizi, nebo od podnikatele, který prodává zboží hromadně.
Inzerce na internetu je pro nepodnikatele ve většině případů zdarma. Placené jsou ale další služby související s inzercí. Například zvýraznění inzerátu, posunutí inzerátu výše ve výpisu kategorie nebo zobrazování inzerátu na delší dobu než je obvyklé.
Zvláštní kategorií je inzerce nemovitostí. Inzerce má za úkol zaujmout potenciálního kupujícího a pomoci domluvit prohlídku prodávaného domu nebo bytu. Realitní inzerce je většinou zpoplatněná.
Prodávat přes inzerát lze za cenu fixní, nebo prostřednictvím aukce, kdy stanovíte minimální cenu zboží a zájemci koupi přihazují jako v klasické aukci. Kdo v okamžik ukončení inzerce má nejvyšší příhoz, zboží kupuje.

## Podnikatelské inzeráty
V podnikatelském a komerčním prostředí souvisí inzerce a inzeráty nejčastěji s propagací a reklamou nějakých výrobků, zboží, prací a služeb. Některé podnikatelské inzeráty se týkají např. nabídky volných pracovních míst, výběrových řízení do různých vedoucích a řídících funkcí, vyhlášení veřejných soutěží, oznámení o zániku firmy, zprávy o sloučení firmy s jinou firmou, sdělení o navýšení základního kapitálu, zprávy o konání valných hromad akcionářů atd. apod.
Prodávající podnikatel má stejné povinnosti, jako při běžném prodeji zboží. Především povinnost poskytnout záruční dobu. Ta se liší od situace, zda podnikatel prodává nové a nebo bazarové zboží. V každém případě má kupující právo vrátit zboží do 14 dní od uskutečnění prodeje.  

## Státní a veřejná inzerce
Inzeráty státu resp. státních a veřejných institucí mohou mimo jiné být jedním z možných informačních kanálů určených pro styk úřadů s veřejností.